# The Incident (album)
The Incident is het tiende studioalbum van de Britse muziekgroep Porcupine Tree. Het werd uitgebracht door Roadrunner Records op 14 september 2009. Het album klinkt minder somber dan voorganger Fear of a Blank Planet, maar heeft hetzelfde thema: Ongevoeligheid. Bovendien is deze langspeler een goede samenvatting van waar de band zich de voorbije 20 jaar mee heeft beziggehouden: psychedelica, progressive metal, art rock, (post)-progressive rock, akoestische passages...
De opnamen voor het album begonnen in februari 2009, aldus de internetsite van de band: "Writing for the next PT studio record is well underway, with the band recently spending 2 weeks scheduled in the English countryside working on new tracks. Recording of these pieces and a new 35-minute song cycle [written by Steven Wilson] were due to start in February..."
Al eerder was men begonnen met componeren. In eerste instantie zag het ernaar uit dat het een “gewoon” album zou worden met een vrije lange track van 35 minuten. Het eindresultaat was echter dat het album werd uitgegeven als combinatie van een compact disc met slechts één track (een soort conceptalbum) en een extended play als bijlage. Wilson ontving inspiratie voor de titel vanwege een melding van een verkeersongeluk dat plaatsvond terwijl hij aan het autorijden was. De onpersoonlijke wijze van verslaggeving door de media stond in schril contrast met de persoonlijke ellende, die een ongeluk met zich mee brengt, door het ongeval te beschrijven als "An Incident", vandaar ook de titel van de plaat. Na dit fenomeen luisterde Wilson naar meer verslaggevingen die hetzelfde euvel hadden.
Porcupine Tree, dat van bijna-anonieme band langzaam is uitgegroeid tot een wereldact binnen de progressieve rock in 2009, kondigde al drie maanden van tevoren aan dat het album in september 2009 zou verschijnen. Porcupine Tree heeft een fanatieke aanhang, die vaak op jacht is naar downloads, de tijdspanne tussen bericht en release moet derhalve zo kort mogelijk gehouden worden.
De band werd in het verleden vaak vergeleken met Pink Floyd en andere progressieve-rockbands uit de jaren zeventig en kwam daar met dit album ook niet los van. Time Flies bevat gitaartrekjes, die geïnspireerd zijn op het album Animals van Pink Floyd. Dit werd door frontman Steven Wilson niet ontkend en hij stelde zelfs dat het enigszins de bedoeling was, als een nostalgische knipoog naar zijn jeugd. Het album werd gepromoot door een tournee die Porcupine Tree op 12 oktober 2009 in de Heineken Music Hall bracht en twee dagen later in de Ancienne Belgique te Brussel.

## Musici
- Steven Wilson - Zang, Gitaar, Mellotron, piano, Keyboards, Drum Programming, Laptop, Hammered Dulcimer
- Richard Barbieri - Keyboard, Synthesizers
- Colin Edwin – Basgitaar, Contrabas, Guimbri
- Gavin Harrison – Drums, Percussie

## Composities
Teksten zijn van Wilson, muziek van Wilson, tenzij anders aangegeven:

### Disc 1
1. Occam’s Razor (1:35)
2. The Blind House (5:47)
3. Great Expectations (1:26)
4. Kneel & Disconnect (2:03)
5. Drawing The Line (4:43)
6. The Incident (5:20)
7. Your Unpleasant Family (1:48)
8. The Yellow Windows Of The Evening Train (2:00)
9. Time Flies (11:40)
10. Degree Zero Of Liberty (1:45)
11. Octane Twisted (5:03) (Porcupine Tree)
12. The Séance (2:39)
13. Circle Of Manias (2:18) (Porcupine Tree)
14. I Drive The Hearse (6:41)

### Disc 2
1. Ficker (3:42) (Porcupine Tree)
2. Bonnie The Cat (5:45) (Porcupine Tree)
3. Black Dahlia (3:40) (Richard Barbieri, Steven Wilson)
4. Remember Me Lover (7:28)

## Hitnotering
| "The Incident" in de Nederlandse Album Top 100 - binnen: 19-09-2009 | "The Incident" in de Nederlandse Album Top 100 - binnen: 19-09-2009 | "The Incident" in de Nederlandse Album Top 100 - binnen: 19-09-2009 | "The Incident" in de Nederlandse Album Top 100 - binnen: 19-09-2009 | "The Incident" in de Nederlandse Album Top 100 - binnen: 19-09-2009 | "The Incident" in de Nederlandse Album Top 100 - binnen: 19-09-2009 | "The Incident" in de Nederlandse Album Top 100 - binnen: 19-09-2009 | "The Incident" in de Nederlandse Album Top 100 - binnen: 19-09-2009 | "The Incident" in de Nederlandse Album Top 100 - binnen: 19-09-2009 |
| Week                                                                | 01                                                                  | 02                                                                  | 03                                                                  | 04                                                                  | 05                                                                  | 06                                                                  | 07                                                                  |                                                                     |
| ------------------------------------------------------------------- | ------------------------------------------------------------------- | ------------------------------------------------------------------- | ------------------------------------------------------------------- | ------------------------------------------------------------------- | ------------------------------------------------------------------- | ------------------------------------------------------------------- | ------------------------------------------------------------------- | ------------------------------------------------------------------- |
| Nummer                                                              | 5                                                                   | 21                                                                  | 33                                                                  | 42                                                                  | 37                                                                  | 74                                                                  | 92                                                                  | uit                                                                 |

## Productie
- Gearrangeerd en geproduceerd door Porcupine Tree
- Geluidstechnici: Steve Orchard, John Wesley (Gitaar)
- Mastering: Jon Astley
- Mix (Stereo en Surround Sound 5.1): Wilson; nawerk Harrison